# 等々力城 (信濃国)
等々力城（とどりきじょう）は、長野県安曇野市穂高等々力にあった日本の城。標高は536メートル。

## 概要
創建年代は不明。戦国時代は城主の等々力治右衛門が武田氏に臣従し、安曇郡支配の拠点の一つとなったが、武田氏滅亡とともに廃城となった。
穂高川と「欠の川」が合流する三角地形を利用して築城された。西方に「貝梅城（北城）」、東方に「主水城（あら城）」を配備して防備を固めた。城址の東側には大きな土塁があり、北側の土塁との間に虎口が開けており、曲輪を形成する。また穂高川のほとりには鎮守の鹿島神社が祀られている。